# (20037) Duke
(20037) Duke est un astéroïde de la ceinture principale, de la famille de Hungaria, également aréocroiseur.

## Description
(20037) Duke est un astéroïde de la ceinture principale, de la famille de Hungaria. Il présente une orbite caractérisée par un demi-grand axe de 1,88 UA, une excentricité de 0,12 et une inclinaison de 22,5° par rapport à l'écliptique.

## Compléments